# Liste der Bodendenkmale in Coppenbrügge
In der Liste der Bodendenkmale in Coppenbrügge sind die Bodendenkmale der niedersächsischen Gemeinde Coppenbrügge aufgeführt. Die Quelle ist der Denkmalatlas Niedersachsen.

Coppenbrügge im Landkreis Hameln-Pyrmont

Der Stand der Liste ist der 27. Januar 2025.

## Allgemein
In den Spalten finden sich folgende Informationen des Bodendenkmales:
| Lage         | geographische Koordinaten                                                           |
| Bezeichnung  | Bezeichnung lt. Denkmalatlas                                                        |
| Beschreibung | Beschreibung lt. Denkmalatlas                                                       |
| ID           | Objekt-ID                                                                           |
| Bild         | Bild, ggf. zusätzlich mit Link zu weiteren Fotos im Medienarchiv Wikimedia Commons. |

## Bisperode
| Lage                       | Bezeichnung       | Beschreibung | ID       | Bild |
| -------------------------- | ----------------- | --- | -------- | ---- |
| 52° 4′ 48″ N, 9° 26′ 52″ O | Bisperode 1, Wall | Kleiner Wall von SW nach NO; mit vorgelagertem Graben. Sohlgraben von 30 m Länge, 5,2 – 7,3 m Breite und 0,7 (im NO) bzw. 1,2 – 3,5 m (im SW) Tiefe. In der Mitte durchquert ein jüngerer Weg die Sperre. Nordöstlich des Weges ist hinter dem Graben auf 8,8 m Länge ein 7,8 m breiter und bis 1,2 m hoher Wall erhalten. Auf der Karte bei Schuchhardt (Aufnahme 1897) ist der Vorwall nördlich der Straße als Wall-Graben-Anlage, südlich der Straße hingegen lediglich als Graben dargestellt. Auf der Karte der „Vorgeschichtlichen Befestigungen in der Forst des Freiherrn von Hake“ aus den 1930er Jahren ist der Wall sowohl nördlich als auch südlich des Weges als Wall-Graben-Anlage eingezeichnet (wahrscheinlich von der Karte von Schuchhardt fehlerhaft übernommen). Der Graben versperrt den Zugang zur Obensburg über die Bergrippe. - Teilstück ID: 40910828 | 28968674 | BW   |

## Brünnighausen
| Lage                       | Bezeichnung           | Beschreibung | ID       | Bild |
| -------------------------- | --------------------- | --- | -------- | ---- |
| 52° 9′ 33″ N, 9° 31′ 34″ O | Brünnighausen 1, Wall | Längerer, von NW nach SO dem Hang angepasster Vorwall, der im nordwestlichen Teil ein Tor mit einbiegenden Wallenden besitzt. Vermutlich sind Teile durch die Anlage von Holzwegen verloren gegangen. Der Vorwall ist 170 m lang, bis 1,50 m hoch und bis 8,5 m breit; der Graben ist etwa 4 m breit und etwa 1 – 1,5 m tief. Der Wall ist ein Vorwall zur ca. 200 m nordöstl. gelegenen Kukesburg. - Teilstück ID: 38876405 | 28968675 | BW   |

## Coppenbrügge
| Lage                      | Bezeichnung                       | Beschreibung | ID       | Bild           |
| ------------------------- | --------------------------------- | --- | -------- | -------------- |
| 52° 7′ 6″ N, 9° 32′ 51″ O | Coppenbrügge 2, Burg Coppenbrügge | Das Torgebäude wird von zwei Rundtürmen flankiert, von denen der nordöstliche gleichzeitig als Eckbastion mit deutlich größerem Durchmesser dient. Die Türme sind rondellartig ausgebaut und mit Geschützplattformen versehen gewesen. Die Strebepfeiler an den Bauten sind Zutaten des 19. Jh. Die Burg ist im Kern hoch- bis spätmittelalterlich. Der Wall mit Bastion stammt von 1512. Das im inneren Bereich erhaltene Haupthaus gehört zur Weserrenaissance. Die Burg wurde erstmals 1303 schriftlich erwähnt. | 28968676 | Weitere Bilder |

## Diedersen
| Lage                       | Bezeichnung             | Beschreibung | ID       | Bild           |
| -------------------------- | ----------------------- | --- | -------- | -------------- |
| 52° 4′ 52″ N, 9° 26′ 37″ O | Diedersen 1, Obensburg  | Die Anfänge der Burg liegen wohl im 9. bis 11. Jh. Bei der Schlacht von Hastenbeck am 26.7.1757 im Siebenjährigen Krieg diente die Obensburg der französischen wie der britisch-hannoverschen Armee als Artillerie-Schanze. An der höchsten Stelle innerhalb der der Burganlage steht ein zum Gut Diedersen gehöriges Jagdhaus von 1800 / 1810. Die Burganlage ist mit einer Hinweistafel beschildert.                                                                  | 28968677 | Weitere Bilder |
| 52° 5′ 5″ N, 9° 26′ 52″ O  | Diedersen 2, Sassenburg | Etwa halbkreisförmige Wallanlage (Innenfläche 0,31 ha), die sich im NW an das Bachtal mit seiner steilen Böschung und 3 – 5 m breiten Terrassen anlehnt. Übrige Seiten durch Wall und Graben geschützt. Der Wall ist ca. 8 m breit und 1 – 2 m hoch, der Graben ist ca. 6 m breit und weniger als 1 m tief. Dm. 65 – 75 m. Wallunterbrechungen im SW und N dicht am Bacheinschnitt, wobei bei letzterem der nordwestliche Wallstummel ein wenig nach innen einschwenkt. | 28968678 | Weitere Bilder |
| 52° 5′ 1″ N, 9° 26′ 53″ O  | Diedersen 5, Wall       | Grenzmarkierung. - Teilstück ID: 41011801 | 28968680 | BW             |
| 52° 5′ 22″ N, 9° 26′ 50″ O | Diedersen 6, Grabhügel  | Durchmesser ca. 15 m und Höhe ca. 0,8 m. Rand deutlich abgesetzt. | 28968679 | BW             |
| 52° 5′ 2″ N, 9° 26′ 59″ O  | Diedersen 7, Wall       | Mit zwei vorgelagerten Wallstücken in O-W-Richtung verlaufender Abschnittswall (?) sowie dazwischen liegenden hohlwegartigen Gräben. L. jeweils ca. 30 m; Br. ca. 6 m; H. bis 2,5 m. Zum Teil stark geböscht. Es ist wohl eine Grenzmarkierung. | 28968681 | BW             |
| 52° 5′ 0″ N, 9° 26′ 59″ O  | Diedersen 8, Wall       | Grenzmarkierung. - Teilstück ID: 41012787 | 28968682 | BW             |